# K-PAX
K-Pax is een Duits/Amerikaanse dramafilm uit 2001 van de regisseur Ian Softley. De film is gebaseerd op het gelijknamige boek van Gene Brewer die de film ook mee geproduceerd heeft. De film kwam in april 2002 in Nederland uit.
Kevin Spacey werd voor zijn hoofdrol in K-PAX genomineerd voor een Saturn Award.

## Verhaal
Mark Powell is psychiater in het psychiatrisch ziekenhuis van New York. Na een scheiding is hij inmiddels hertrouwd, en woont met zijn huidige echtgenote en hun dochtertje in een huis elders in de stad. Het enige contact dat hij heeft met de studerende zoon uit zijn vorige huwelijk is dat hij hem op zijn verjaardag een kaartje stuurt. Ook zijn huidige gezin ziet hij niet zo vaak, en zijn vrouw klaagt dan ook met enige regelmaat dat hij eens wat meer aandacht aan zijn gezin zou moeten besteden dan alleen maar aan zijn werk.
Op een dag treft de politie van New York op straat een man aan die zegt Prot te heten en beweert dat hij afkomstig is van de planeet K-PAX. Hij wordt doorgestuurd naar het psychiatrisch ziekenhuis en komt daar onder behandeling bij Mark Powell. Deze raakt behoorlijk geïntrigeerd door de nieuwe patiënt. De patiënt getuigt een briljant stel hersens te bezitten een enorme kennis te hebben van sterrenkunde. Daarnaast vertelt hij regelmatig over de eigenaardige verschillen tussen de onderontwikkelde aardbewoners en de zeer geciviliseerde beschaving waar hij zelf toe behoort. Zijn verhaal is zo overtuigend dat niet alleen de andere patiënten, maar ook een deel van het verplegend personeel begint te geloven dat Prot écht een buitenaards wezen is. Ook in een bijeenkomst met astronomen blijkt zijn gedetailleerde kennis over het stelsel waar hij vandaan komt zeer overtuigend.
Mark Powell begint echter het idee te krijgen dat Prot het slachtoffer is geworden van een zeer traumatische ervaring in het verleden. Door Prot onder hypnose te brengen, probeert hij hem uit te horen over zijn verleden. Hoewel Prot ook onder hypnose zijn rol goed volhoudt, weet Powell toch een aantal zaken te weten te komen. Prot blijkt vroeger een vriend op aarde te hebben gehad, die al op jonge leeftijd zijn vader verloor. Vanaf die gebeurtenis kwam Prot voortaan altijd langs als die vriend het moeilijk had, om hem te steunen. Hoewel Prot weigert de naam van deze vriend te vertellen komt Mark door naspeuren van de summiere aanwijzingen die Prot wel geeft achter het trieste verhaal van ene Robert Porter, die na moord op zijn vrouw en pasgeboren kind zichzelf schijnbaar in de langs zijn huis lopende rivier verdronk. Zijn lijk werd echter nooit gevonden.
Door Prots gedrag krijgen andere patiënten weer 'zin' in het leven. Als hij meldt dat hij teruggaat naar K-PAX en één persoon mee mag nemen, staan ze allemaal in de rij om met hem mee te gaan. Op de aangekondigde datum van vertrek, die overeenkomt met de datum van de verdwijning van Robert Porter, "verdwijnt" Prot, maar blijft het catatone lichaam van Robert Porter achter. Ook één patiënt is nadien onvindbaar, en is waarschijnlijk degene die met Prot "mee" mocht. Mark ontfermt zich later over Robert Porter.
De film laat in het midden of Prot gewoon een getraumatiseerde Robert Porter was, of dat Prot werkelijk uit de ruimte afkomstig was (al dan niet gebruikmakend van het lichaam van Porter).

## Rolverdeling
- Kevin Spacey - Prot
- Jeff Bridges - Dr. Mark Powell
- Mary McCormack - Rachel Powell
- Alfre Woodard - Dr. Claudia Villars
- David Patrick Kelly - Howie
- Saul Williams - Ernie